# Jan Oleśnicki z Bochotnicy
Jan Bochotnicki, także Jan z Bochotnicy, właśc. Jan Oleśnicki herbu Dębno (ur. ok. 1480, zm. 1532) – polityk i dyplomata, poseł na sejm radomski 1505 roku, starosta małogoski (1505), kasztelan małogoski (1506–1512), starosta chełmski (1506–1510), kasztelan sądecki (od 1512), kasztelan wiślicki (od 1515), wojewoda lubelski (1519–1532).

## Życie prywatne
Jan Oleśnicki, który przyszedł na świat około roku 1480, był wnukiem marszałka wielkiego koronnego (1430–1440) i wojewody sandomierskiego (1442–1460) Jana Głowacza z Oleśnicy oraz synem starosty muszyńskiego i tenuratiusza lubowelskiego Jana z Oleśnicy (zm. przed 1482) i Katarzyny ze Zbąskich z Kurowa, która przed wyjściem za mąż słynęła z organizowania w Bochotnicy napadów rozbójniczych na kupców i służbę dzierżawcy starostwa kazimierskiego. Jan odziedziczył po matce zamek w Bochotnicy i z tego powodu, zamiast rodowego, konsekwentnie używał nazwiska Bochotnicki. Miał również dwie siostry, Annę (wyszła za wojewodę brzeskokujawskiego w latach 1500–1510 Mikołaja Kościeleckiego, jej drugim mężem był Sieciej z Grodźca) i Katarzynę (została żoną Andrzeja Szamotulskiego, wojewody poznańskiego w latach 1501–1511).
Dwukrotnie zawierał związek małżeński. Jego pierwszą żoną była Anna Dunin z Prawkowic i Ujazdu (zm. 1520), drugą Anną Herburt, córka Piotra Herburta (1485–1532). Obydwa małżeństwa były bezdzietne.

## Majątek

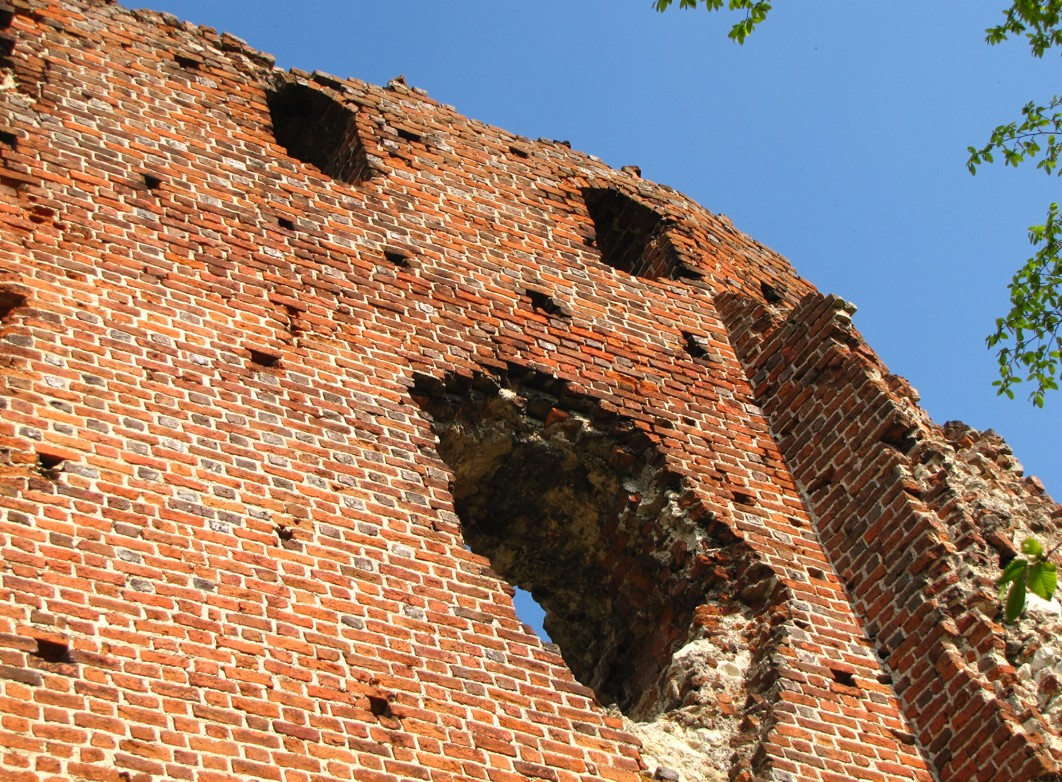
Ruiny przedniej ściany zamku w Bochotnicy

Jan odziedziczył po ojcu część podzielonej w 1466 między czterech synów Jana Głowacza rodzinnej fortuny Oleśnickich. Były to dom murowany na krakowskim placu zamkowym ze stajnią, wsie Ujazd, Zwola, Kujawki, Ujazdek, części w Mydłowie i Strzyżowicach, Boduszów, Łopatno, Łopacionka, Wygiełzów, Wierzbka, Dziewiątle, Gryzikamień, Unieszówka, Brzezinki, Zaldów, Lenartowice, Iwaniska i Góry Wysokie. Po matce przejął zaś część klucza bochotnickiego ze wsiami Stok i Wierzchoniów. Z dóbr tych wyposażył swoje siostry. Po śmierci swych stryjów, Zbigniewa i Andrzeja, przypadła mu część ich majątku: klucz pińczowski, Oleśnica z kilkoma wsiami wydzielonymi w 1466 z przypadłego jego ojcu klucza oleśnickiego, a także miasto Kamionka ze wsiami Dłotlica, Dys, Rudka, Stoczek, Nasutów, Dąbrówka, Wola Siedliska i Siedliska. W 1521 wydzierżawił dożywotnio dwa domy na placu zamkowym w Krakowie od swego brata stryjecznego Stanisława Oleśnickiego.
Dziełem Bochotnickiego była również renesansowa przebudowa zamku w Bochotnicy. W tej fazie powstały trójkondygnacyjne skrzydła południowe, część mieszkalna, brama wjazdowa od zachodu (droga prowadziła dnem wąwozu, a nie jak dziś, zboczem wzgórza) i most zwodzony.

## Kariera polityczna

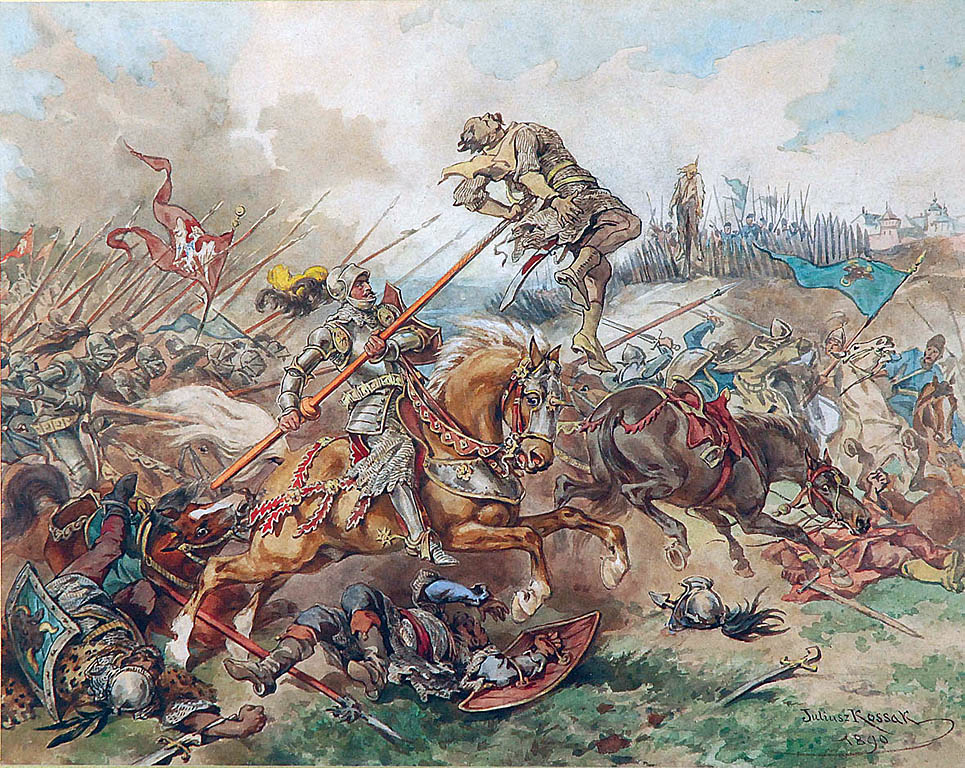
Cherubin Gniewosz w bitwie pod Suczawą w 1497, akwarela Juliusza Kossaka

W 1485 Jan został dworzaninem króla Kazimierza IV Jagiellończyka. Brał udział w wyprawie mołdawskiej Jana I Olbrachta w 1497; 28 września w obozie pod Suczawą odebrał z rąk króla dokument przyznający mu dobra swego stryja Feliksa z Pińczowa, skonfiskowane za nieobesłanie pospolitego ruszenia. W 1498 król mianował Jana poborcą podatkowym, funkcję tę sprawował on przez kilka kolejnych lat.
W 1501 wraz z Janem Pileckim uczestniczył w poselstwie do króla Francji, a następnie razem z Mikołajem Kamienieckim w misji dyplomatycznej na Wołoszczyźnie. Po śmierci Olbrachta, Bochotnicki poparł elekcję Aleksandra Jagiellończyka i został jednym z jego najbliższych współpracowników. W 1502 został stałym wysłannikiem Sandomierza na zjazdy kolskie szlachty wielkopolskiej. Podczas pierwszego swojego uczestnictwa w tym sejmiku został przezeń wybrany posłem do króla i panów litewskich w sprawie prowadzonej wojny z Moskwą i zobowiązany do zasugerowania królowi dążenia do zawarcia pokoju lub rozejmu, co wkrótce stało się faktem. Kolejną misją dyplomatyczną Jana była w drugiej połowie sierpnia 1502 wyprawa do Prus, której głównym celem miało być przygotowanie gruntu dla planowanego tam poselstwa Krzesława Kurozwęckiego (Bochotnicki był mile widziany na dworze biskupa warmińskiego Łukasza Watzenrodego). Misja została ostatecznie zmieniona na oficjalne poselstwo, dotyczące ustalenia udziału panów pruskich w podatkach i ich pomocy wojskowej, a także podjęcia kroków w związku ze stanowiskiem Maksymiliana I Habsburga wobec Gdańska. W osobnej misji do biskupa warmińskiego Oleśnicki miał omówić sprawę intryg wielkiego mistrza Fryderyka Wettyna w Rzeszy i w Rzymie oraz zaciągnąć pożyczki u biskupa i od miast pruskich.

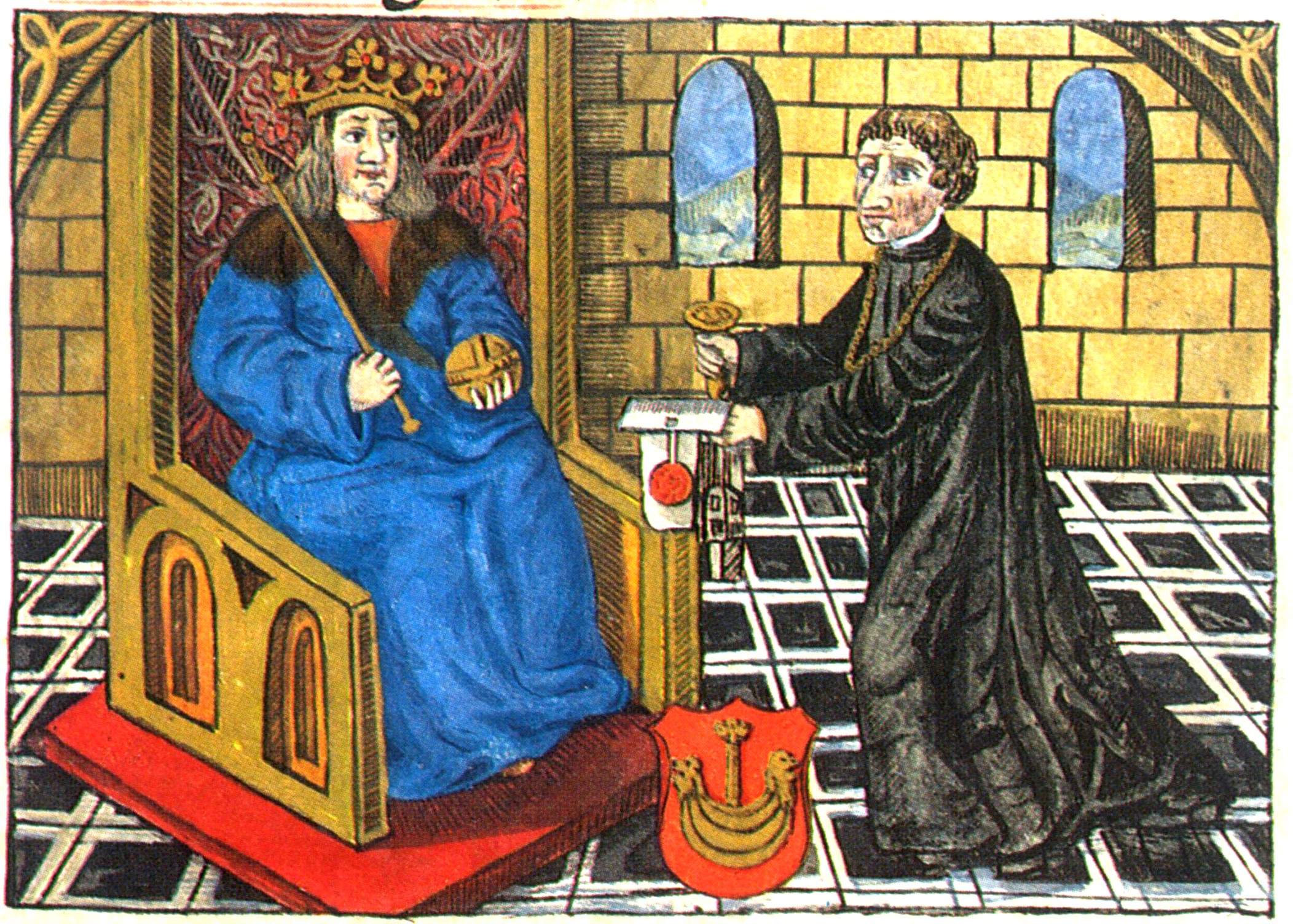
Król Aleksander Jagiellończyk i kanclerz Jan Laski

Jesienią 1503 wziął wraz z delegacją węgierską udział w polsko–mołdawskim zjeździe granicznym zwołanym do Kołaczyna. Od 1505 za dotychczasową służbę zaczął otrzymywać nagrody królewskie. Na sejmie w Radomiu (gdzie był posłem z województwa sandomierskiego) dostał trzyletnią stację królewską z klasztoru sieciechowskiego oraz potwierdzenie przywilejów dla jego miasta Kamionki. Jesienią znów brał udział w zjeździe kolskim. Na początku 1506 król mianował go kasztelanem małogoskim, a w marcu na sejmie lubelskim otrzymał, wraz ze stryjem Feliksem, starostwo i tenutę chełmską oraz tenutę hrubieszowską. Sejm ten powołał go również w skład poselstwa na najbliższy zjazd stanów pruskich w Malborku, do wielkiego mistrza Fryderyka, do księcia saskiego Fryderyka III Mądrego oraz do księcia pomorskiego Bogusława X Wielkiego.
Po śmierci Aleksandra, Bochotnicki poparł elekcję Zygmunta I Starego. W 1507 brał udział w sejmie krakowskim, uczestniczył w koronacji i poręczył statuty sejmowe. W latach 1508–1509 zajmował się jako jeden z komisarzy sprawą podziału spadku po śmierci kasztelana wiślickiego Piotra Szafrańca. W sierpniu 1509 został zwolniony z wyprawy wojennej z powodu choroby, a rok później, prawdopodobnie również ze względu na zły stan zdrowia, zrezygnował ze starostwa chełmskiego na rzecz swojego krewnego, Wiktoryna Sienieńskiego. W 1511 brał udział w sejmie piotrkowskim, poręczając na nim nadanie ziemi wiskiej księżnie Annie mazowieckiej i jej synom, a także sukcesję na Mazowszu. Poseł na sejm piotrkowski 1512 roku z województwa lubelskiego. Pod koniec 1512 Bochotnicki został kasztelanem sądeckim. Kilka miesięcy później został osobnym listem wezwany przez króla na czerwcowy sejm do Radomia. W 1514 został wyznaczony do komisji rozpatrującej przewlekłe spory podolsko–mołdawskie, a także, wraz z Wiktorynem Sienieńskim, do rozpisania pospolitego ruszenia w ziemi lubelskiej (w zastępstwie wojewody Mikołaja Firleja). 17 października 1515 objął kasztelanię wiślicką.
W 1519 lub pod koniec 1520 został wojewodą lubelskim. W tym drugim roku brał też udział w grudniowym sejmie bydgoskim, gdzie wyznaczono go do odbioru podatku pogłównego z rąk poborców powiatu urzędowskiego. W 1521 rozpatrywał spór mieszczan lubelskich z żydami, a ponadto rozgraniczał królewskie Dzierzkowice od dóbr Jana Tęczyńskiego. Na sejmie krakowskim w 1523 przywiesił pieczęć do aktu w sprawie lenna mazowieckiego. W początkach 1524 rozgraniczał dobra królewskie w Ropczycach od wsi Stanisława Tarnowskiego. Jesienią przebywał wraz z królem we Lwowie. W 1528 sejm lubelski powołał go na komisarza do rozgraniczenia ziemi łukowskiej, lubelskiej oraz ziemi Wielkiego Księstwa Litewskiego. Rok później sejm warszawski wybrał go na posła z ziemi lubelskiej i łukowskiej na Litwę do króla. Bochotnicki poparł wybór królewicza Zygmunta na króla na sejmie piotrkowskim w 1529, a 20 lutego 1530 wziął udział w jego uroczystościach koronacyjnych vivente rege. Był również na sejmie krakowskim w styczniu 1532, gdzie uzyskał kolejny przywilej targowy Kamionki.

## Dziedzictwo
Jan Bochotnicki zmarł w roku 1532, po 1 lipca. Wdowa po nim ufundowała na sąsiadującym z zamkiem w Bochotnicy wzgórzu kamienny, czworoboczny, parterowy grobowiec–mauzoleum, wzorowany architektonicznie na Kaplicy Zygmuntowska na Wawelu. Przez lata budowla była przez wielu uważana za grobowiec Esterki, dopiero badania zlecone przez Izabelę Czartoryską wykazały, że jest to miejsce spoczynku Bochotnickiego (w krypcie znaleziono zetlałą trumnę ze szczątkami i złotym sygnetem z herbem Dębno). Grobowiec wpisany jest do rejestru zabytków województwa lubelskiego pod Nr Rej. Zab. A/1111. Od czasów uwłaszczeniowych pozostaje na działce prywatnej; obecnie w ruinie.
Część majątku Bochotnickiego, wraz z Oleśnicą, odziedziczyli jego bracia stryjeczni – synowie Feliksa z Pińczowa – natomiast piętnaście wsi w ziemi sandomierskiej i Kamionka ze wsiami przypadły Burnecie, córce jego siostry Anny z małżeństwa z Sieciejem z Grodźca, żonie Andrzeja Lewickiego. Opiekunami spadku po Bochotnickim byli Piotr Firlej z Dąbrowicy (jego następca na stanowisku wojewody lubelskiego) i kasztelan poznański Andrzej z Górki (przejął Bochotnicę), którzy w 1543 regulowali sprawę posagu po śmierci drugiej żony zmarłego z jej bratem Mikołajem Herburtem Odnowskim, ówczesnym kasztelanem przemyskim.